# Baal-Schem-Tov-Synagoge (Piatra Neamț)

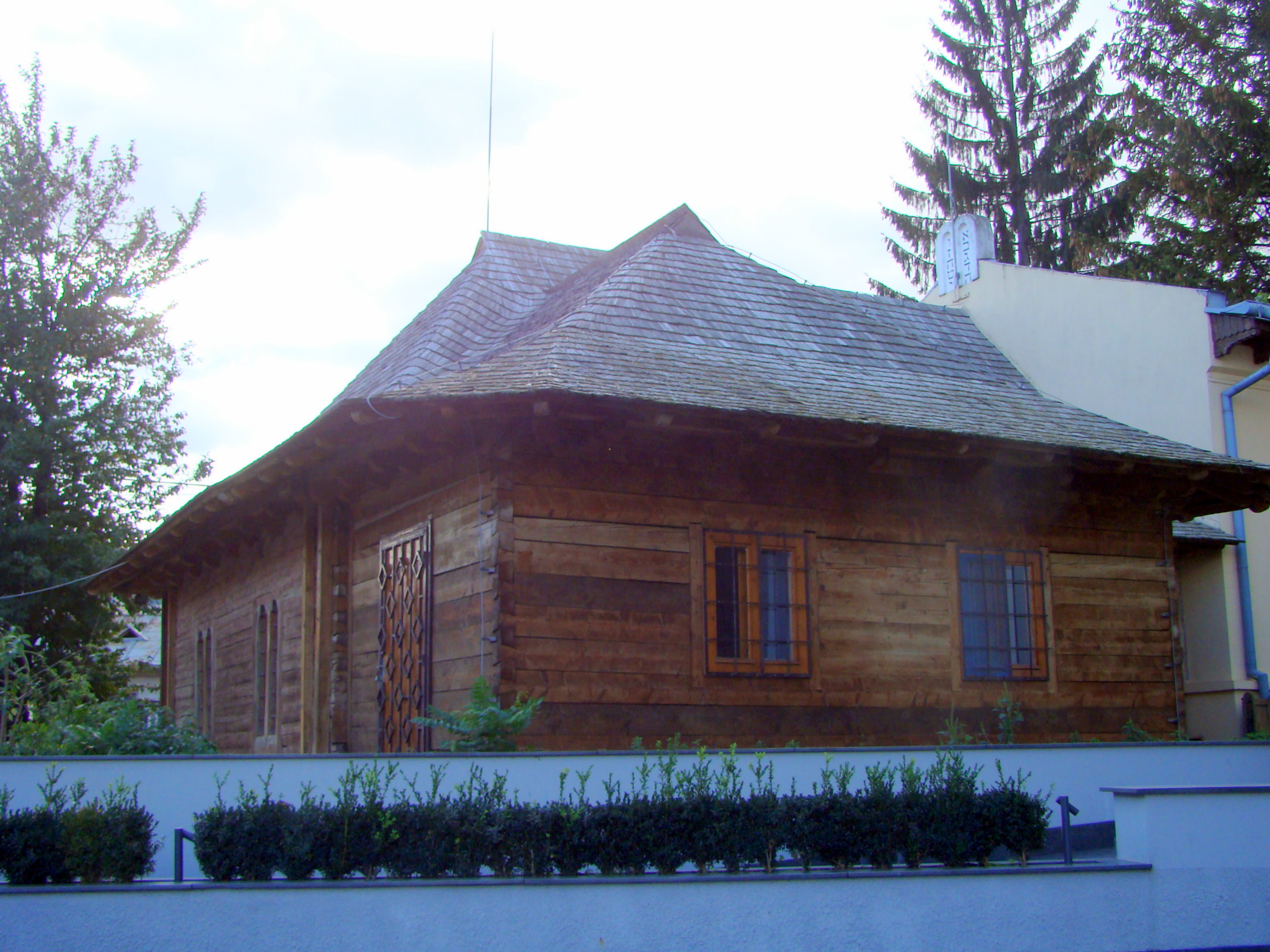
Baal-Schem.Tov-Synagoge

Die Baal-Schem-Tov-Synagoge (auch als „Bescht-Synagoge“ bekannt) in Piatra Neamț, einer Stadt im Nordosten Rumäniens, wurde 1766 erbaut. Sie ist die einzige erhaltene Holzsynagoge in Rumänien.

## Geschichte
Die Synagoge wurde 1766 an der Stelle einer älteren (steinernen) Synagoge gebaut. Sie wurde im Laufe der Jahre mehrfach renoviert; zuletzt 1928 und 2010.
Der Toraschrein und die Bima stammen aus dem Jahr 1835.
Eine steinerne Synagoge, die heute ebenfalls noch existiert, wurde in Piatra Neamț im Jahr 1839 gebaut.

## Architektur

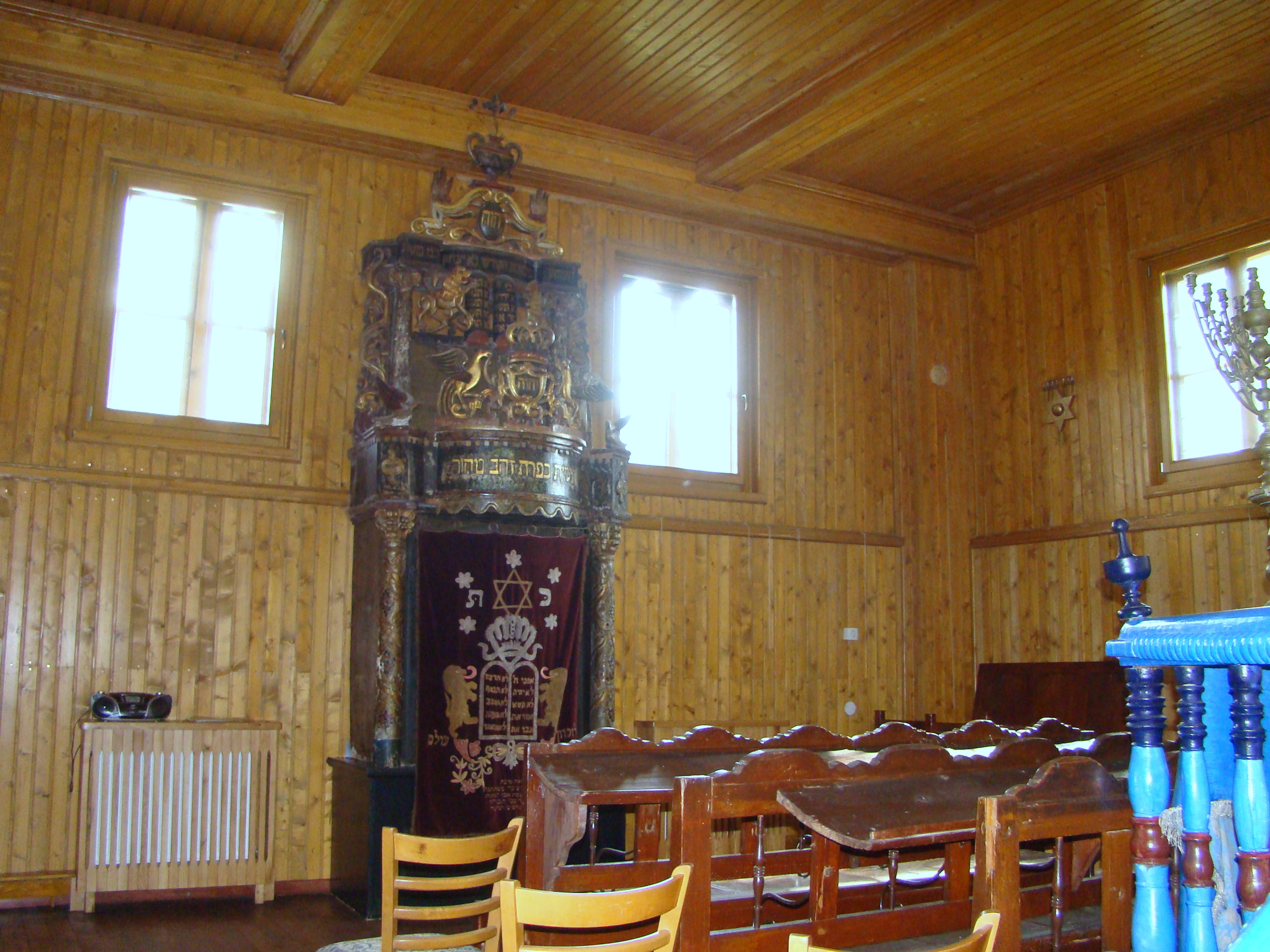
Toraschrein

Das rechteckige Gebäude steht auf einem steinernen Sockel. Die Haupthalle liegt 1,5 m tiefer als die äußere Umgebung. An der Nordseite befindet sich eine kleine Empore für die Frauen. Über der Bima in der Raummitte erhebt sich eine achteckige Kuppel. An der Westseite wurde ein steinernes Vestibül angebaut, das als Wintergebetshalle diente.
Die Bima besteht aus einem erhöhten achteckigen Podest, das von einer hölzernen Balustrade umgeben ist.
Der reich verzierte Toraschrein an der Ostwand ist mehrstufig: die Stufen werden von Säulen umrahmt. Nach oben abgeschlossen wird er von einer Krone.